# Nimbussatelliten

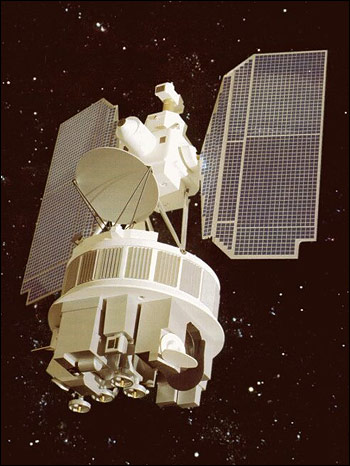
Teckning av den allmänna utformningen av den 10 m höga Nimbussatelliten.

Nimbus var sju obemannade, amerikanska vädersatelliter för infraröd mätning av jordytan och jordatmosfären. Den första sändes upp i omloppsbana runt jorden den 28 augusti 1964.

## Teknik
Nimbussatelliterna var andra generationens amerikanska rymdfarkoster som användes för meteorologisk forskning och utveckling. Rymdfarkosterna var utformade för att fungera som en stabiliserad, jord-orienterad plattform för testning av avancerade system för att känna av och samla in atmosfärvetenskapliga uppgifter. De sju Nimbussatelliterna placerades i nästan polära, solsynkrona banor fr. o. m. Nimbus 1 den 28 augusti 1964. Ombord på Nimbussatelliterna fanns olika instrumentering för avbildning, sondering, och andra studier i olika spektrala regioner. Nimbussatelliterna placerades i omloppsbana med hjälp av Thor-Agena-raketer (Nimbus 1-4) och Delta-raketer (Nimbus 5-7).
Under en 20-årsperiod från uppskjutningen av den första satelliten, var Nimbus USA:s främsta forsknings- och utvecklingsplattform för satellitbunden fjärranalys av jorden. De sju Nimbussatelliterna, lanserades under fjorton år, levererade sina rymdbaserade observationer av planeten i trettio år. NASA överförde den testade och förfinade tekniken inom Nimbusuppdragen till operativa satellitinstrument i  National Oceanic and Atmospheric Administration (NOAA).
Tekniken och lärdomar från Nimbusuppdragen är arvet till de flesta av jordobserverande satelliter som NASA och NOAA har haft i drift under de senaste tre decennierna.

## Vetenskapliga program

### Väderprognoser
Med varje Nimbusuppdrag, har meteorologerna breddat sin förmåga att samla in atmosfärsdata som förbättrat väderprognoserna, inklusive havs- och lufttemperaturer, lufttryck och molnighet. Från och med Nimbus 3-satelliten 1969, kunde information om temperaturfördelning genom atmosfärslagren började hämtas av satelliter från östra Atlanten och större delen av Stilla havet, vilket lett till betydligt förbättrade prognoser. Den globala täckning som tillhandahålls av Nimbussatelliter har gjort noggranna 3-5-dagars prognoser möjliga att göra för första gången.

### Jordens strålningsbudget
Ett av de viktigaste vetenskapliga bidragen från Nimbussatelliterna var deras mätningar av jordens strålningsbudget. För första gången, fick forskarna globala, direkta observationer av mängden solstrålning in och ut ur jordens atmosfär. Observationerna har hjälpt till att kontrollera och förfina de tidigaste klimatmodellerna och ger fortfarande viktiga bidrag till studiet av klimatförändringar.

### Ozonskiktet
Forskarna kunde genom experiment med NASA:s experimentflygplan bevisa att kemikalier i atmosfären, såsom klorfluorkarboner (CFC) som frigörs från köldmedier och sprayburkar, förstörde ozon. Genom Nimbus 7-observationer ackumulerade mellan 1978 och 1994, blev det allt tydligare att CFC skapade ett ozonhål varje vintersäsong över Antarktis. Dessutom kunde det visas att vissa år föreföll hålet bli större. Nimbusmätningar visade klart hur allvarligt problemet med ozonhålet var.

### Havsis
Nimbussatelliternas samlade in uppgifter om omfattningen av polarisarnas omfattning i mitten av 1960-talet. Inspelade i de synliga och infraröda delarna av spektrumet, gav de första globala ögonblicksbilderna av jordens istäcken ovärderliga referenspunkter för klimatförändringsstudier.
Bland de mest uppseendeväckande upptäckterna som Nimbussatelliterna gjort möjliga var det gapande hål i havsisen runt Antarktis på södra halvklotet vintrarna 1974-1976. Det är ett fenomen som inte har observerats senare - en enorm, isfri yta av vatten, som kallas en polynya, utvecklad tre år i rad under den säsong som isen normalt omsluter Antarktis varje år.

### GPS
Av Nimbussatelliterna var det Nimbus 3, 1969, som banade väg in i den moderna GPS-eran med operativa sjöräddnings- och datainsamlingssystem. Satelliterna testade den första tekniken som tillät satelliter att lokalisera väderobservationsstationer, som inrättats på avlägsna platser, och att beordra dessa att sända sina data tillbaka till satelliten. 
Den mest berömda demonstration av den nya tekniken skedde vid rekordflygningen av den brittiska flygaren Sheila Scott, som med hjälp av Nimbussatellitens navigerings- och lokaliseringskommunikationssystem gjorde den första soloflygningen någonsin över Nordpolen 1971.

## Nimbussatelliternas driftshistorik
| Satellit | Starttid         | Avstängning       |
| -------- | ---------------- | ----------------- |
| Nimbus 1 | 28 augusti 1964  | 16 maj 1974       |
| Nimbus 2 | 15 maj 1966      | 17 januari 1969   |
| Nimbus 3 | 13 april 1969    | 22 januari 1972   |
| Nimbus 4 | 8 april 1970     | 30 september 1980 |
| Nimbus 5 | 11 december 1972 |                   |
| Nimbus 6 | 12 juni 1975     |                   |
| Nimbus 7 | 24 oktober 1978  |                   |